# Ngọc Bích (nghệ sĩ cải lương)
Nghệ sĩ Ngọc Bích (1947) tên khai sinh là Trần Ngọc Bích. Bà được sinh ra tại huyện Bình Thủy, tỉnh Cần Thơ (nay là quận Bình Thủy, TP. Cần Thơ).

## Tiểu sử

### Lúc nhỏ
Được sinh ra trong một gia đình không ai theo nghề ca hát, có tới 11 người con, cộng thêm cha mẹ phải vất vả mưu sinh, bà phải phụ giúp cha mẹ quán xuyến mọi việc trong nhà, từ nấu cơm, ru ngủ, dọn dẹp nhà cửa, giặt quần áo,...
Trong lúc ru em, bà thường ca hát những bài bản cải lương mà em học lóm được khi nghe radio, máy hát dĩa của hàng xóm. Trong xóm có anh An biết đờn cổ nhạc, thấy Ngọc Bích có giọng tốt lại thích hát cải lương nên anh dạy cho Ngọc Bích ca vọng cổ và nhiều bài bản cải lương. Mỗi khi có gánh hát cải lương về hát trong huyện thì thế nào bà cũng xin cha mẹ cho đi coi hát một lần. Sau đó, Ngọc Bích âm thầm dệt ước mơ với hy vọng có thể trở thành nghệ sĩ cải lương như các nghệ sĩ thần tượng của cô là Út Bạch Lan, Thanh Nga,...
Giọng ca cổ nhạc của bà ngày một hay hơn, ca đúng bài bản, đúng nhịp điệu, giọng hát ngây thơ trong trắng của Ngọc Bích khiến cho trong thôn xóm, ai nghe qua cũng đều khen.

### Con nuôi nghệ sĩ Út Trà Ôn
Nhân dịp đoàn hát Thống Nhứt – Út Trà Ôn về hát ở rạp Minh Châu (tỉnh Cần Thơ), một người thân trong gia đình dẫn bà đi xem hát. Tình cờ, bà được nghệ sĩ Út Trà Ôn và bà bầu Hồng Hoa (vợ ông Út Trà Ôn) nghe thử giọng ca của bà. Ông Út Trà Ôn nhận thấy triển vọng trở thành nghệ sĩ tài danh của bà nên hai vợ chồng nghệ sĩ Út Trà Ôn muốn nhận bà làm con nuôi, đem theo đoàn hát để dạy nghề ca hát.

### Giải Thanh Tâm
Năm 1967, với vai bà vợ lớn của ông Cò trong vở Tuyệt tình ca (Ông Cò Quận 9), bà được trao Giải Thanh Tâm cùng với Mỹ Châu, Bảo Quốc và Phương Bình.

### Gắn bó với đoàn Sài Gòn 2
Sau năm 1975, đoàn Cải lương Sài Gòn 2 được thành lập và bà được mời về đoàn. Trong suốt thời gian cộng tác với đoàn, bà đã diễn vai đào nhì các tuồng Ánh lửa rừng khuya, Khách sạn hào hoa. Ngọc Bích thể hiện tính cách một cô con gái nhà giàu, kiểu cách, nũng nịu thật là có duyên, đã làm nền để tôn vinh cái đẹp trọn tình trọn nghĩa của cô gái nghèo do nghệ sĩ Mỹ Châu thủ vai.
Sau đó, bà được diễn vai đào chính trong các tuồng: Tiếng hò sông Hậu, Tìm lại cuộc đời (đóng đào chính với Mỹ Châu), Phượng thắm sân trường, Tô Ánh Nguyệt, Theo dấu chân hồng,... của đoàn.
Năm 1992, đoàn rã gánh, bà cũng rời sân khấu và không xuất hiện trước công chúng nữa.

## Các vai diễn
| Vở diễn                 | Vai                  |
| ----------------------- | -------------------- |
| Tìm lại cuộc đời        | Jackly Hương         |
| Tiếng hò sông Hậu       | Lài                  |
| Tuyệt tình ca           | Bà vợ lớn của ông Cò |
| Khách sạn hào hoa       | Thu Ba               |
| Cho trọn cuộc tình      |                      |
| Tướng cướp Ngư Long     |                      |
| Nạn con rơi             |                      |
| Bạo chúa Tần Thủy Hoàng |                      |
| Đức Phật Thích Ca       |                      |

## Chặp cải lương
Chặp cải lương là một câu chuyện được kể lại, trong đó có nhiều người kể bằng cách đối đáp, trong đó có từng đoạn ca xen kẽ những đoạn nói lối hay ngâm thơ nối kết lại với nhau. Các tác phẩm được liệt kê dưới đây có thời lượng từ 10 đến 15 phút.
| Tên                  | Tác giả      | Hát với                                    |
| -------------------- | ------------ | ------------------------------------------ |
| Thích Ca tầm đạo     | Viễn Châu    | Út Trà Ôn, Hề Sa                           |
| Mẹ đợi mùa thương    | Xuân Phát    | Hữu Phước, Út Trà Ôn                       |
| Con đường chính giác | Xuyên Vân Tử | Út Trà Ôn, Bạch Tuyết, Minh Phụng, Tấn Tài |

## Các bài tân cổ, vọng cổ
| Tên bài                  | Thể loại | Tác giả       | Tác giả       | Hát với        |
| Tên bài                  | Thể loại | Tân nhạc      | Cổ nhạc       | Hát với        |
| ------------------------ | -------- | ------------- | ------------- | -------------- |
| Ngày em 20 tuổi          | Tân cổ   | Phạm Duy      | Viễn Châu     | Đơn ca         |
| Ai ra xứ lạnh            | Tân cổ   | Thúc Đăng     | Yên Sơn       | Út Trà Ôn      |
| Em vẫn là của anh        | Tân cổ   | Phượng Linh   | Xuyên Vân Tử  | Minh Phụng     |
| Vì sao chưa nói          | Tân cổ   | Trần Quý      | Xuyên Vân Tử  | Minh Phụng     |
| Nước cuốn hoa trôi       | Tân cổ   | Hồng Vân      | Xuyên Vân Tử  | Minh Phụng     |
| Tình ca xóm rẫy          | Vọng cổ  |               |               | Phương Quang   |
| Âm vang tiếng hát        | Vọng cổ  | Thanh Tùng    | Thanh Tùng    | Phương Quang   |
| Bài ca thống nhất        | Vọng cổ  | Mai Khắc Trầm | Mai Khắc Trầm | Phương Quang   |
| Qua cầu gánh lúa         | Vọng cổ  | Nguyễn Lâm    | Nguyễn Lâm    | Thanh Tuấn     |
| Về lại với sông Trà      | Vọng cổ  | Hồng Mão      | Hồng Mão      | Thanh Tuấn     |
| Kim Trọng biệt Thúy Kiều | Vọng cổ  |               |               | Út Hiền        |
| Mấy độ xuân về           | Vọng cổ  | Văn Giai      | Văn Giai      | Dũng Thanh Lâm |